# Erminio Parmesani
Erminio Parmesani (San Martino in Strada, 6 settembre 1904 – Lodi, 12 marzo 1960) è stato un calciatore italiano, di ruolo attaccante.

## Carriera
Nella stagione 1925-1926 ha giocato 4 partite in massima serie, esordendo il 15 novembre 1925 in Alessandria-Milan 4-3. Nel 1930 è stato inserito in lista di trasferimento dalla squadra rossonera, e nella stagione 1930-1931 ha giocato in Prima Divisione (la terza serie dell'epoca) con la Pro Lissone; in seguito ha giocato nelle serie minori con la Vis Nova Giussano e con il Gruppo Sportivo Marelli di Sesto San Giovanni, terminando la sua carriera da calciatore nel 1934.